# Julia Fournier
Julia Fournier (n. Madrid, España) es una actriz española de televisión y teatro.

## Biografía
Julia Fournier debutó en la película Masala en 2006 con el papel de Bea. Un año después hizo su debut en televisión en las series como Cuestión de sexo, Aída o El comisario. En 2009 volvió como actriz en la película El asesino del círculo, además de participar en un capítulo de la serie de televisión Doctor Mateo y en cinco episodios de El internado. Posteriormente participó en la película La última guardia con el papel de Yaiza. En 2013 volvió a actuar en la película The light thief, e hizo su debut en la serie Cuéntame cómo pasó. Y en 2014, haciendo el papel de Laura en Victoria solo hay una y el de Julia en Dual.

## Filmografía

### Películas
| Año  | Título                 | Rol     |
| ---- | ---------------------- | ------- |
| 2006 | Masala                 | Bea     |
| 2009 | El asesino del círculo | Vanessa |
| 2010 | La última guardia      | Yaiza   |
| 2013 | The light thief        | Sara    |
| 2014 | Victoria solo hay una  | Laura   |
| 2014 | Dual                   | Julia   |

### Televisión
| Año  | Título             | Rol            | Notas       |
| ---- | ------------------ | -------------- | ----------- |
| 2007 | Cuestión de sexo   | Chica          |             |
| 2007 | Aída               | La Globos      | 1 capítulo  |
| 2007 | El comisario       | Marisol        | 1 capítulo  |
| 2009 | Doctor Mateo       | Groupie        | 1 capítulo  |
| 2009 | El internado       | Susana del Río | 5 capítulos |
| 2013 | Cuéntame cómo pasó | Patri          | 3 capítulos |

### Cortometrajes
| Año  | Título                   | Rol                |
| ---- | ------------------------ | ------------------ |
| 2011 | The Darkside of Parkside | Trish              |
| 2011 | Requital                 | Compañera de clase |
| 2015 | El ladrón de luz         | Sara               |
| 2016 | Requiem Lost             | Natalie Hammond    |
| 2017 | The H.T.                 | AJ                 |
| 2017 | Épiphanie                | Chica              |